# 徴税人

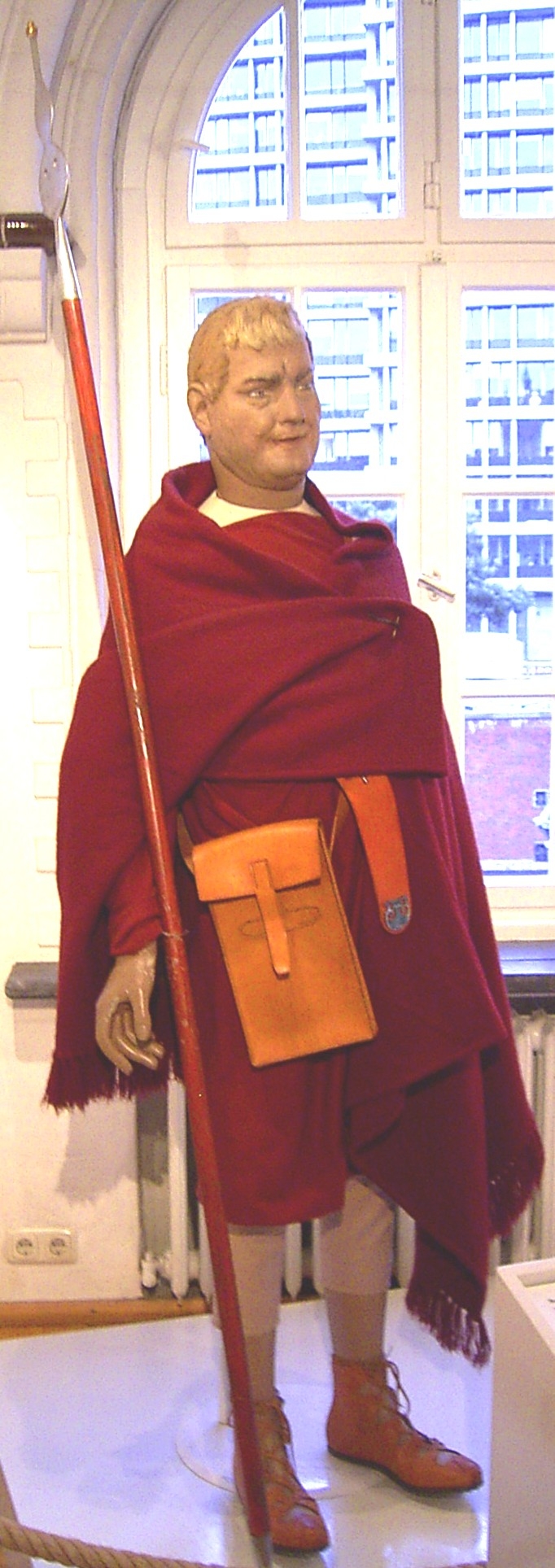
ローマの税関警備隊の制服、ドイツ税関博物館の展示

徴税人（ちょうぜいにん、英語: tax collector または taxman; ギリシャ語: τελώνης, ラテン文字転写: telōnēs; ラテン語: publicanus）とは、国家や封建領主から税金を集める仕事を請け負った人で中世時代以前の社会における税徴収の役目を担っていた。 

ルイスキャロルの『スナーク狩り』（1876年）に登場する徴税人 ヘンリーホリデーによるイラストから。

他の人や企業から未払いの税金を徴収する人でこの用語は納税申告書を監査する人にも適用されている。
徴税人はフィクションでも悪人として描かれ、聖書の中でも「徴税人と罪人」として表現されるほど古代から典型的な悪人として登場する。市民から正規の税に上乗せして高額な手数料とり私腹を肥やしていた事が多く市民を苦しめていた。また、税金を払えない人間に対する懲罰権を持つことが多かったり、徴税のために多額の現金を持ちながら歩き回る職務から護衛を連れているため民衆への不当な懲罰や暴行も後を絶たなかった。

## 歴史

### 聖書の徴税人（取税人）
最古の職業の一つとも言われローマ帝国時代から存在していた職業（プブリカヌス）で新約聖書にも登場する、聖書の中でも極悪人として書かれており、キリストによって改心した人物として登場している。 十二使徒の1人マタイも取税人であった。 新約聖書のルカの福音書19章に登場する取税人ザアカイは強欲な取締りを行う金持ちで、人々から「罪深い男」と言われたと記されている。
ユダヤ人社会では同胞の裏切り者とみなされ、忌み嫌われていた。
フランス革命を初め多くの革命で国民の敵として処刑対象になってきた。

## 著名な徴税人（取税人）
- 使徒マタイ: 聖書の登場人物
- ザアカイ: 聖書の登場人物
- スウェーデンの徴税人だったシモン・アフレック（フィンランド語版）は極悪人として物語の題材にもなっている。
- スペインの徴税人だったハコブ・ガオン（スペイン語版）は残虐非道な人物として伝承されている。
- 近代化学の父と呼ばれたアントワーヌ・ラヴォアジエは徴税人だった為にフランス革命で処刑されている。

## その他
- 税金を集める税務署員は現代の徴税人となって歴史上の徴税人のように忌み嫌われている。調査相手の富裕層の蓄財術を知り尽くしているためである。

## 現代の徴税機関
- 国税庁